# Goldener Bambuslemur
Der Goldene Bambuslemur oder Goldene Halbmaki (Hapalemur aureus) ist eine Primatenart aus der Gruppe der Lemuren.

## Merkmale
Goldene Bambuslemuren zählen zu den größeren Vertretern der Bambuslemuren, sie erreichen eine Kopfrumpflänge von 34 bis 38 Zentimetern, hinzu kommt ein 38 bis 42 Zentimeter langer Schwanz. Ihr Gewicht beträgt 1,25 bis 1,65 Kilogramm. Ihr Fell ist dicht und weich, es ist an der Oberfläche olivbraun gefärbt, wobei die Oberseite des Kopfes, der Nacken, die Schultern und die Oberseite des Schwanzes etwas dunkler sind. Die Unterseite und die Innenseiten der Gliedmaßen sind goldbraun gefärbt, ebenso die Bereiche über den Augen, die Wangen und die Kehle – das Gesicht selber ist dunkel. Wie bei allen Bambuslemuren sind die Ohren klein und rundlich und die Schnauze kurz.

## Verbreitung und Lebensraum
Wie alle Lemuren leben diese Tiere nur auf Madagaskar. Ihr Verbreitungsgebiet umfasst eine kleine Region im Südosten der Insel, die sich vom Ranomafana-Gebiet im Norden bis zum Andringitra-Bergland im Süden erstreckt. Ihr Lebensraum sind mit Bambus bestandene Regenwälder von 600 bis in 1600 Meter Seehöhe.

## Lebensweise
Goldene Bambuslemuren sind überwiegend tagaktiv, ihre Hauptaktivitätszeiten liegen am frühen Morgen und am späten Nachmittag. Sie halten sich vorwiegend auf den Bäumen auf, wo sie sich senkrecht kletternd und springend fortbewegen. Sie leben in Gruppen von zwei bis sechs Tieren, dies sind Familiengruppen mit einem Männchen, einem Weibchen und dem gemeinsamen Nachwuchs. Es sind territoriale Tiere, die Reviere umfassen rund 30 Hektar und werden mit Drüsensekreten und lauten Rufen markiert.
Sie ernähren sich fast ausschließlich von der Bambusart Cathariostachys madagascariensis, wobei sie Schösslinge und junge Blätter bevorzugen. Dank eines spezialisierten Verdauungssystems können sie mit dem hohen Cyanidgehalt ihrer Nahrung, der für viele andere Lebewesen tödlich wäre, zurechtkommen.
Nach einer rund 140-tägigen Tragzeit kommt im November oder Dezember meist ein einzelnes Jungtier zur Welt. Die Jungtiere bleiben rund 3 Jahre bei ihren Eltern, ehe sie ihre Geburtsgruppe verlassen.

## Bedrohung
Die Hauptgefahren für die Goldenen Bambuslemuren stellen die Zerstörung ihres Lebensraums durch Brandrodung und die Abholzung der Bambusbestände dar, hinzu kommt mancherorts die Bejagung. Ihr gesamtes Verbreitungsgebiet umfasst weniger als 5000 km² und ist stark zerstückelt, die Bestände gehen zurück. Die IUCN listet die Art als „stark gefährdet“ (endangered).